# Nieke Rutten
Leonie (Nieke) Rutten is een voormalig Belgisch bestuurster en politica voor de CD&V.

## Levensloop
Rutten studeerde regentaat landbouw en huishoudkunde. Na een korte periode in het onderwijs, stapte ze in 1968 over naar de Boerinnenbond, een organisatie die enkele jaren later werd omgedoopt tot het Katholiek Vormingswerk voor Landelijke Vrouwen (KVLV). Ze schopte het tot provinciaal verantwoordelijke. In 1990 volgde ze Julia Baert op als voorzitster van het KVLV. In 1998 werd ze in deze hoedanigheid opgevolgd door Carla Durlet. Tevens was ze voorzitster van Kind en Preventie, in deze hoedanigheid werd ze in november 2004 opgevolgd door Nik Van Gool.
Daarnaast was ze provincieraadslid voor de provincie Limburg.